# Чорнобривий Олександр Іванович
Олександр Іванович Чорнобривий (рос. Александр Иванович Чорнобрывый; нар. 4 квітня 1985, Гвардійське, Сімферопольський район, Кримська область, УРСР — пом. 5 січня 2024, Саки, АР Крим, Україна) — російський воєначальник українського походження підполковник повітряно-космічних сил ЗС РФ, заступник командира 43-й окремого штурмового авіаційного полку (2023 —2024).
Ліквідований у ході російського вторгнення в Україну.

## Біографія
Народився 4 квітня 1985 у Гвардійському в Криму. Навчався у Краснодарському вищому воєнному авіаційному училищі льотчиків. Хоча він народився у Криму, після закінчення навчання у 2007 році отримав російське громадянство, після чого пішов служити у ЗС РФ. Був направлений у Чорноморський флот. Спершу він пілотував на Су-24, потім — на Су-30СМ. Був льотчиком штурмової ескадрильї Сакського окремого штурмового авіаполку.
У 2018 році Чорнобривий був внесений у базу «Миротворець».
Після анексії Криму проживав у рідному Гвардійському.

### Російське вторгнення в Україну 2022 року
З 2023 року був заступником командира 43-й окремого штурмового авіаційного полку у званні підполковника.
Ліквідований 5 січня 2024 року внаслідок ракетної атаки ЗСУ по аеродрому «Саки».